# Angliában történt légi közlekedési balesetek listája
Az Angliában történt légi közlekedési balesetek listája mind a halálos áldozattal járó, mind pedig a kisebb balesetek, meghibásodások miatt történt, gyakran csak az adott légiforgalmi járművet érintő baleseteket is tartalmazza évenkénti bontásban.

## Angliában történt légi közlekedési balesetek

### 1920
- 1920. december 14., Golders Green, London. A Handley Page Transport vállalat Handley Page O/400 típusú repülőgépe (lajstromjele: G-EAMA) ismeretlen okból lezuhant. A gépen utazó 6 fő utas és 2 fő személyzet tagjai közül 4 fő életét vesztette, 4 fő túlélte a balesetet.[1][2]

### 1944
- 1944. április 21. Leethorpes. A Brit Királyi Légierő Bristol Beaufighter TF.X típusú repülőgépének nem sokkal a felszállást követően technikai nehézségei adódtak, majd  ezt követően a tengerbe csapódott. A gépen utazóknak sikerült kimenekülniük a szerencsétlenül járt gépből. 2020 májusában a tenger hullámai kimosták a roncsok egy részét a homokból, melyet egy kutyasétáltató pár talált meg.[3]

### 1948
- 1948. július 4., Northwood, London. A Scandinavian Airlines Douglas DC–6-os típusú utasszállító gépe (lajstromjele: SE-BDA), összeütközött a levegőben a Brit Királyi Légierő 99. Repülőszázadának Avro York C.1 típusú repülőgépével, lajstromjele: MW248. A svéd gépen utazó 25 utas és 7 fő személyzet, valamint a katonai gépen tartózkodó 1 utas és 6 fős személyzet életét vesztette.[4][5]

### 1974
- 1974. augusztus 9. Fordham Fen, Norfolk A Brit Királyi Légierő McDonnell-Douglas F–4M Phantom FGR.2 típusú vadászgépe összeütközött a levegőben az ADS (Aerial) Limited vállalat G-ASVX lajstromjelű Piper PA-25-235 Pawnee típusú repülőgépével. A vadászgépen 2 fő személyzet tartózkodott, mindketten életüket vesztették. A mezőgazdasági repülőgép pilótája szintén életét vesztette az ütközés következtében.[6][7]

### 2013
- 2013. január 16. 07:59 (helyi idő szerint), London. Egy AgustaWestland AW109 típusú, G-CRST lajstromjelű helikopter csapódott egy toronydarunak. Az ütközés miatt lezuhant a helikopter és a gép pilótája, valamint egy fő a földön tartózkodók közül életét vesztette.[8]

### 2015
- 2015. augusztus 22., Shoreham repülőtér közelében. A Canfield Hunter Limited vállalat egyik Hawker Hunter T7-es típusú repülőgépe légibemutató közben, a pilóta hibája miatt lezuhant. A balesetben 11 fő, akik mindannyian a földön tartózkodtak, életét vesztette. A pilóta életveszélyes sérüléseket szenvedett, rajta kívül további 3 fő súlyos, 12 fő könnyebb sérüléseket szenvedett.[9]

### 2018
- 2018. október 27., Leicesteri helikopter-baleset.